# Orthotrichum striatum
Espèce
Orthotrichum striatum est une mousse de la famille des Orthotrichacées.